# 팡가이어
팡가이어족(Fangire, 일본어: ファンガイア族 판가이아조쿠[*]) 또는 팡가이아족은 일본 토에이의 특촬물 가면라이더 시리즈의 2008년 작품인 《가면라이더 키바》에 등장하는 가공의 생물이자 괴인 종족이다. 육체가 스테인드글라스로 구성된 흡혈귀 종족으로, 생존을 위해 인간의 생명 에너지(일본어: ライフエナジー 라이후 에나지[*])를 빼앗는다. 동물의 생김새를 바탕으로 하고 있기 때문에 보통 이름은 상징 동물의 이름에 ~팡가이어를 붙이는 식으로 정해지지만 이 밖에 시적 문구의 참이름(일본어: 真名 신메이[*])을 가지고 있다. 평소에는 인간의 모습으로 인간 사회에 숨어 있지만, 본모습을 드러낼 때나 인간의 생명 에너지를 흡수할 때는 눈동자가 스테인드글라스처럼 빛나고, 아랫턱에 스테인드글라스 형상의 문양이 떠오른다. 또한 인간의 생명 에너지를 흡수할 때는 인간의 목에 흡명아(일본어: 吸命牙 큐메이가[*])를 꽂으며, 생명 에너지가 모두 흡수당한 희생자는 형태가 차차 투명해지다가 육체가 부서지면서 죽음을 당한다.
팡가이어들은 최소 300년 이상을 살 수 있으며, 죽을 때 몸이 유리 조각처럼 갈라지며 부서진다. 유리 조각들은 팡가이어가 죽은 지 얼마 안 되어 사라지지만, 자연사가 아닌 다른 존재에 의해 죽음을 당했을 경우 그 팡가이어가 흡수한 생명 에너지가 구체가 되어 떠오르며, 이것들이 모여 거대한 아우라 집합체 사바트(Sabbat, 일본어: サバト 사바토[*])가 되기도 한다. 하지만 키바에게 죽을 경우 캐슬 도란이나 슈도란이 라이프 에너지 구체를 흡수한다.
팡가이어족은 《가면라이더 키바》에서 언급되는 열세갈래의 마족(일본어: 魔族 마조쿠[*]) 중 하나로, 이 마족에는 키바트, 울펜, 머맨, 프랑켄, 도란, 사가크, 레젠도르가족도 포함된다.